# Reno Olsen
Reno Bent Olsen, född 19 februari 1947 i Roskilde, är en dansk före detta tävlingscyklist.
Olsen blev olympisk guldmedaljör i lagförföljelse vid sommarspelen 1968 i Mexico City.